# Sporobolus wallichii
Sporobolus wallichii är en gräsart som beskrevs av William Munro och George Henry Kendrick Thwaites. Sporobolus wallichii ingår i släktet droppgräs, och familjen gräs. Inga underarter finns listade i Catalogue of Life.